# Renata Voráčová
Renata Voráčová (nacida el 6 de octubre de 1983 Gottwaldov) es una jugadora de tenis profesional checa.
Voráčová ha ganado ocho títulos WTA en dobles, así como 15 individuales y 49 títulos de dobles en la ITF Tour en su carrera. El 11 de octubre de 2010, llegó a su mejor ranking de sencillos número uno del mundo 74. El 17 de julio de 2017, que alcanzó el puesto número 32 del mundo en el ranking de dobles.